# 2003 في فنلندا
فيما يلي قوائم الأحداث التي وقعت خلال عام 2003 في فنلندا.

## سياسة

### تعيين في المنصب
- 19 مارس – أنيلي يآتينماكي عضو برلمان فنلندا  [لغات أخرى]‏،رئيس وزراء فنلندا.
- 19 مارس – ساري عيسايا عضو برلمان فنلندا  [لغات أخرى]‏.
- 19 مارس – يوتا أوربيلاينن عضو برلمان فنلندا  [لغات أخرى]‏.
- 17 أبريل – ماتي فانهانن Minister of Defence (Finland) [الإنجليزية]‏،رئيس وزراء فنلندا.

### انتهاء فترة المنصب
- 18 مارس – أنيلي يآتينماكي عضو برلمان فنلندا  [لغات أخرى]‏،رئيس وزراء فنلندا.
- 18 مارس – ساولي نينيستو عضو برلمان فنلندا  [لغات أخرى]‏،وزير المالية [الإنجليزية]‏.
- 17 أبريل – بآفو ليبونن رئيس وزراء فنلندا.
- 24 يونيو – ماتي فانهانن Minister of Defence (Finland) [الإنجليزية]‏.

## أفلام
من الأفلام التي صدرت هذه السنة في فنلندا:
- 19 مايو – دوجفيل من إخراج لارس فون ترايير.

## وفيات

### يونيو
- 16 يونيو – يوري هنريك فون فريكت (مواليد 1916) فيلسوف فنلندي.

### ديسمبر
- 16 ديسمبر – فيكو سينيسالو (مواليد 1926) ممثل فنلندي.